# クルト・ニールセン
クルト・ニールセン（Kurt Nielsen, 1930年11月19日 - 2011年6月11日）は、デンマーク・コペンハーゲン出身の男子テニス選手。1953年と1955年の2度ウィンブルドン選手権の男子シングルス準優勝があり、1957年の全米選手権混合ダブルス部門でアリシア・ギブソンとペアを組んで優勝した。男子テニス国別対抗戦・デビスカップのデンマーク代表選手としても、1948年から1960年まで13年連続で出場し、デンマーク・チームの歴代1位記録「53勝43敗」（シングルス42勝23敗、ダブルス11勝20敗）をマークした選手である。

## 来歴
ニールセンのデビスカップデビューは、1948年度「ヨーロッパ・ゾーン」1回戦の対エジプト戦であった。1950年にデンマークは初めてヨーロッパ・ゾーンの決勝に進出したが、強敵スウェーデンに0勝4敗で完敗し、ニールセンも出場3試合すべてを落とした。1953年のウィンブルドン選手権で、ニールセンに最初のチャンスが訪れる。ニールセンは準々決勝でオーストラリアの新星ケン・ローズウォールを 7-5, 4-6, 6-8, 6-0, 6-2 で破り、準決勝ではチェコスロバキア出身のヤロスラフ・ドロブニーを 6-4, 6-3, 6-2 で圧倒したが、決勝でアメリカのビック・セイシャスに 7-9, 3-6, 4-6 で敗れて準優勝に終わった。ウィンブルドン選手権の終了直後、デビスカップでデンマークは3年ぶり2度目のヨーロッパ・ゾーン決勝に進出し、地元デンマークの首都コペンハーゲンでベルギーと対戦した。ニールセンはシングルス2試合に勝利したが、トルベン・ウルリッヒとペアを組んだダブルス戦を落としてしまう。ウルリッヒがシングルス2試合を落としたため、デンマークは2勝3敗でベルギーに敗れ、世界最上位国による「ワールドグループ」進出を逃した。これがニールセンの時代のデ杯最高成績で、その後デンマークはワールドグループ昇格のチャンスをつかむことができなかった。
1955年のウィンブルドン選手権で、クルト・ニールセンは準々決勝でイタリアのニコラ・ピエトランジェリ、準決勝で再びケン・ローズウォールを破り、2年ぶり2度目の決勝戦に勝ち進んだ。しかし、決勝ではアメリカのトニー・トラバートに 3-6, 5-7, 1-6 のストレートで完敗し、ウィンブルドンの男子シングルスでは2度の準優勝に終わった。1957年の全米選手権で、ニールセンは黒人選手のアリシア・ギブソンと混合ダブルスのペアを組み、ロバート・ハウ（オーストラリア）&ダーリーン・ハード組を 6-3, 9-7 で破って初優勝を飾った。これがデンマーク人のテニス選手として最初の4大大会優勝である。しかし、1958年のウィンブルドン選手権混合ダブルスで、ニールセンとギブソンは決勝でオーストラリアペアのロバート・ハウ&ロレイン・コグラン組に 3-6, 11-13 で敗れ、ニールセンはとうとうウィンブルドンのタイトルに手が届かずに終わってしまった。
現役最後の年となった1960年、デンマークはデビスカップの「ヨーロッパ・ゾーン」準々決勝でフランスに5戦全敗で終わり、ニールセンも出場3試合すべてに敗れた。

## 引退後
クルト・ニールセンは、現役を終えてからもテニスに積極的に関わり、テニス協会の運営やテレビ解説など、多方面の要職に携わってきた。
2006年8月、ニールセンは国際テニス連盟から「テニスに貢献した選手の賞」（Awards for Services to the Game）を授与された。一緒に受賞した選手は総計13名で、その中にはジュジャ・ケルメツィ（ハンガリー）、加茂公成（日本）、リーンダー・パエス（インド）、バルバラ・シェット（オーストリア）、アンナ・スマシュノワ（イスラエル）などがいる。
ニールセンの挑戦から半世紀あまり後、キャロライン・ウォズニアッキがデンマーク人女性として最初の4大大会決勝進出を成し遂げ、2009年の全米オープン女子シングルス準優勝者になった。
2011年6月11日、長い病気の末に世を去った。80歳没。
クルト・ニールセンの死から1年後の2012年ウィンブルドン選手権男子ダブルスで孫のフレデリク・ニールセンがジョナサン・マレーと組み優勝した。